# Ünal Aysal
Ünal Aysal (né le 2 juin 1941) est un homme d'affaires turc.
Il fut président du club de football turc de Galatasaray.

## Biographie
Il est diplômé du lycée de Galatasaray en 1961, puis étudie le droit à l'Université d'Istanbul puis à l'Université de Neuchâtel en Suisse.
Aysal est engagé dans l'industrie du pétrole et de l'électricité depuis 1984. Il est actuellement à la tête de Unit Group, qui comprend 23 sociétés.
Il a été honoré en 1999 par le Président turc pour être le meilleur représentant des entreprises turques à l'étranger. Unal Aysal est un richissime homme d'affaires ; sa fortune est estimée à plus de 5 milliards de dollars.

## Club de Galatasaray
Le 14 mai 2011, Aysal remplace Adnan Polat et devient le 34e président de Galatasaray. Il remporte l'élection avec 2998 des 4019 voix exprimées, ce qui est un record dans l'histoire du club âgé de 106 ans. Le record précédent était détenu par le  sortant, qui avait remporté l'élection de mars 2008 avec 2944 voix sur 5234.
Il quitte la présidence du club le 25 octobre 2014.

## Sources
- (en) Cet article est partiellement ou en totalité issu de l’article de Wikipédia en anglais intitulé « Ünal Aysal » (voir la liste des auteurs).